# Lista de controles da Nintendo
A lista de controles da Nintendo cobre os controladores de jogo criados oficialmente para consoles da Nintendo.

## Color TV Game 15

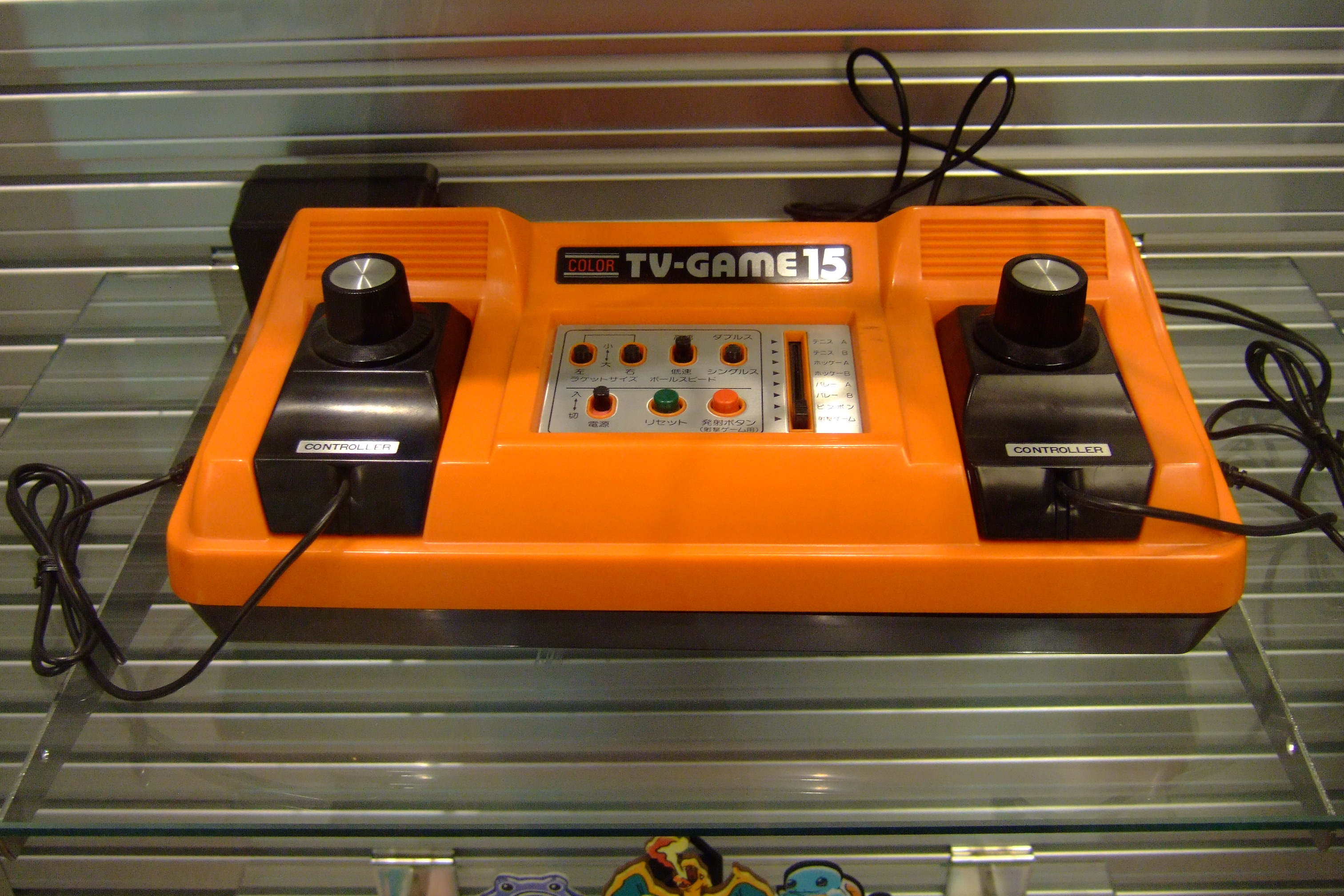
O console Color TV Game 15

O sistema Color TV Game 15 foi o primeiro aparelho da Nintendo a ter controladores. O par de controlares era preso ao console por cabos, permitindo jogos multijogador. Os controles nestes controladores consistiam de um simples disco que permitia mover os objetos em jogos da biblioteca embutida no console.

## Nintendo Entertainment System

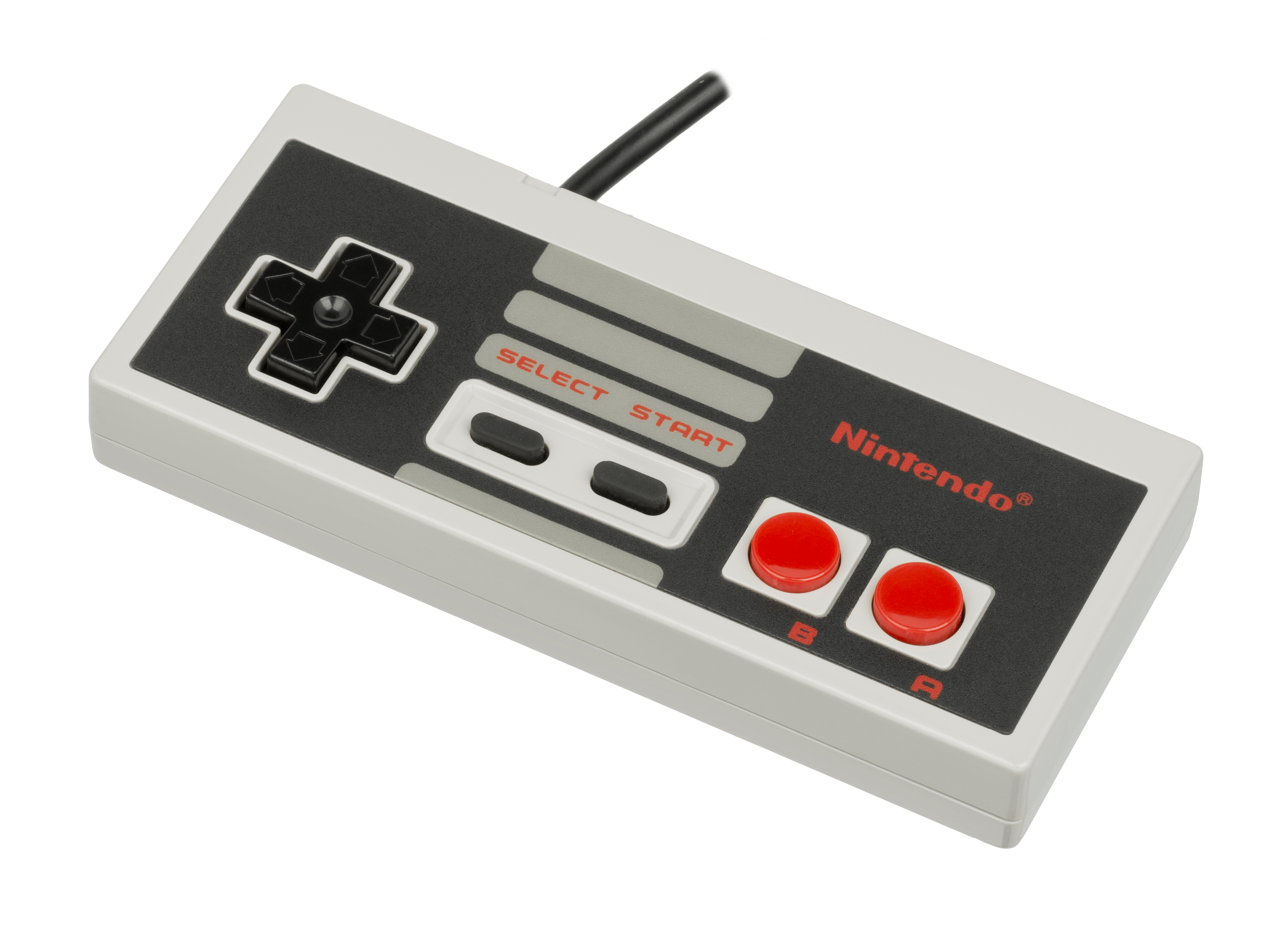
Um controle de NES

O controle do Nintendo Entertainment System tem um design comprido retangular com um layout simples de quatro botões. Ele consiste de dois botões redondos rotulados "A" e "B", um botão "START" e um botão "SELECT": Além disso, os controles utilizavam botões direcionais no formato de uma cruz, criados para substituir joysticks maiores utilizados em controles de consoles mais antigos. O controle do NES também podia ser desplugado, já que o NES contava com duas portas de 7 pinos customizadas na frente do console.

## Super Nintendo Entertainment System

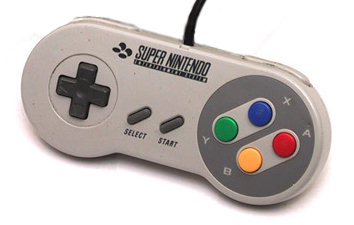
Um controle europeu de SNES

O controle utilizado para o Super Nintendo Entertainment System introduziu os botões redondos "X" e "Y". Os quatro botões do lado direito do controle são acomodados no formado de um losango. Dois botões superiores também foram adicionados, bem como um design mais ergonômico com comparação com o controle do NES. O controle foi criado por Lance Barr. As versões do Japão e da região PAL incorporam as cores dos quatro botões de ação ao logotipo do sistema. Os botões da versão da América do Norte eram coloridos da seguinte forma: os botões "X" e "Y" são lavanda com superfícies côncavas, enquanto os botões A e B são roxos e com superfícies convexas. Muitos consoles futuros inspiraram elementos do design de seu controle no do SNES, incluindo o PlayStation, o Dreamcast, o Xbox e o Classic Controller do Wii.

## Virtual Boy

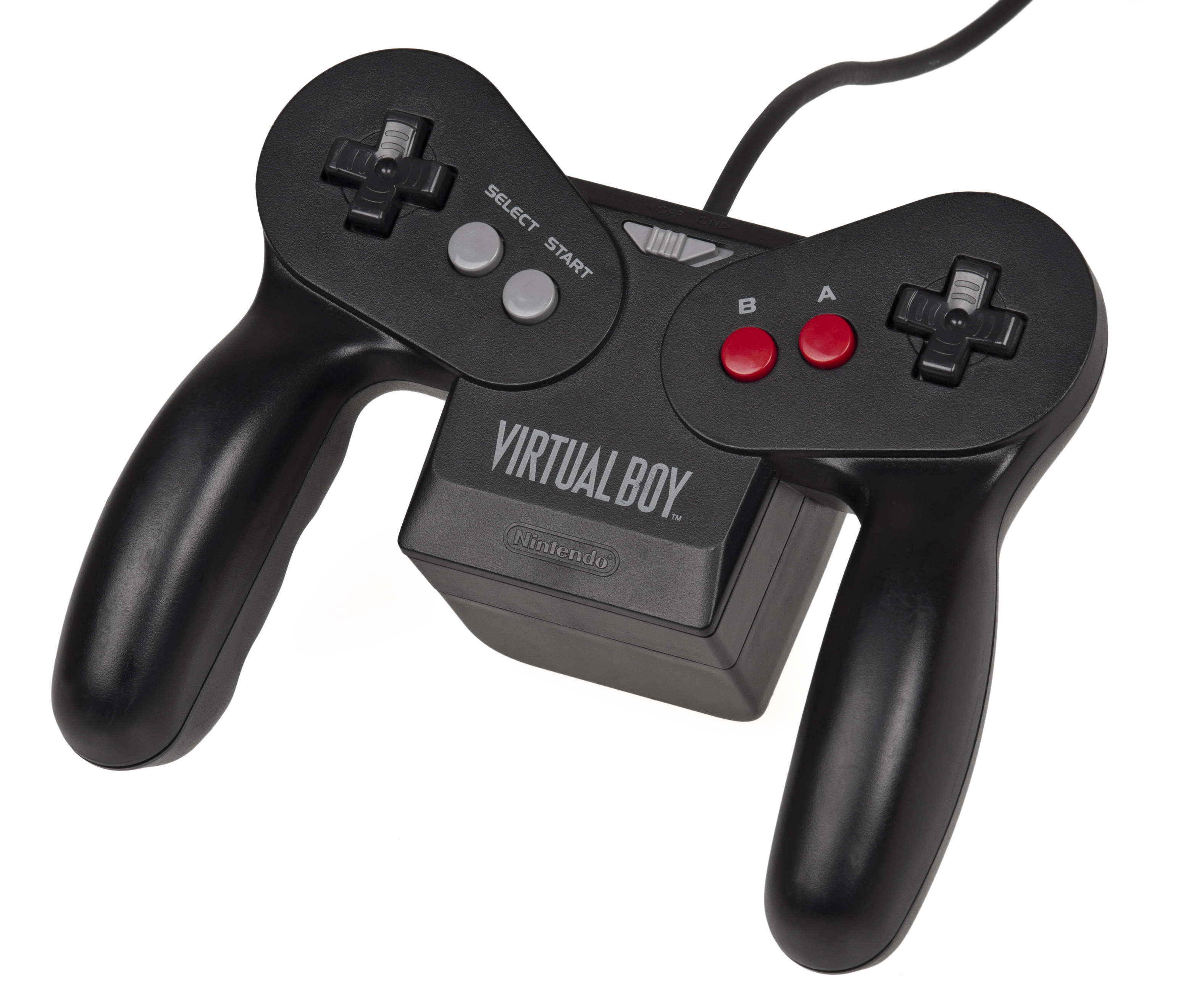
Um controle de Virtual Boy com o battery pack

O controle do Virtual Boy tem quatro botões superficiais: "SELECT", "START", "B" e "A". Ele também inclui dois conjuntos de botões direcionais em forma de cruz, criados para movimentação em um ambiente tridimensional. Por final, dois pequenos botões superiores estão localizados na parte de trás das alças do controle e o botão de ligar o sistema está presente no centro do controle. O console funciona com 6 pilhas AA em um battery pack no controle ou com um cabo de força que também é conectado à parte traseira do controle. Além disso, o cabo de força utilizado no adaptador de força é o mesmo no Super Nintendo Entertainment System. Apesar de o controle do Virtual Boy ter um design muito diferente de outros controles da Nintendo, os botões direcionais se parecem muito com os do Game Boy, mas maiores e com uma inclinação maior em direção ao centro da cruz. Já que o Virtual Boy foi criado para uso de um jogador, o sistema só possui uma porta para conexão do controle na parte de baixo do console. Graças a esta única porta, o Virtual Boy sempre foi vendido com apenas um controle por unidade.

## Nintendo 64

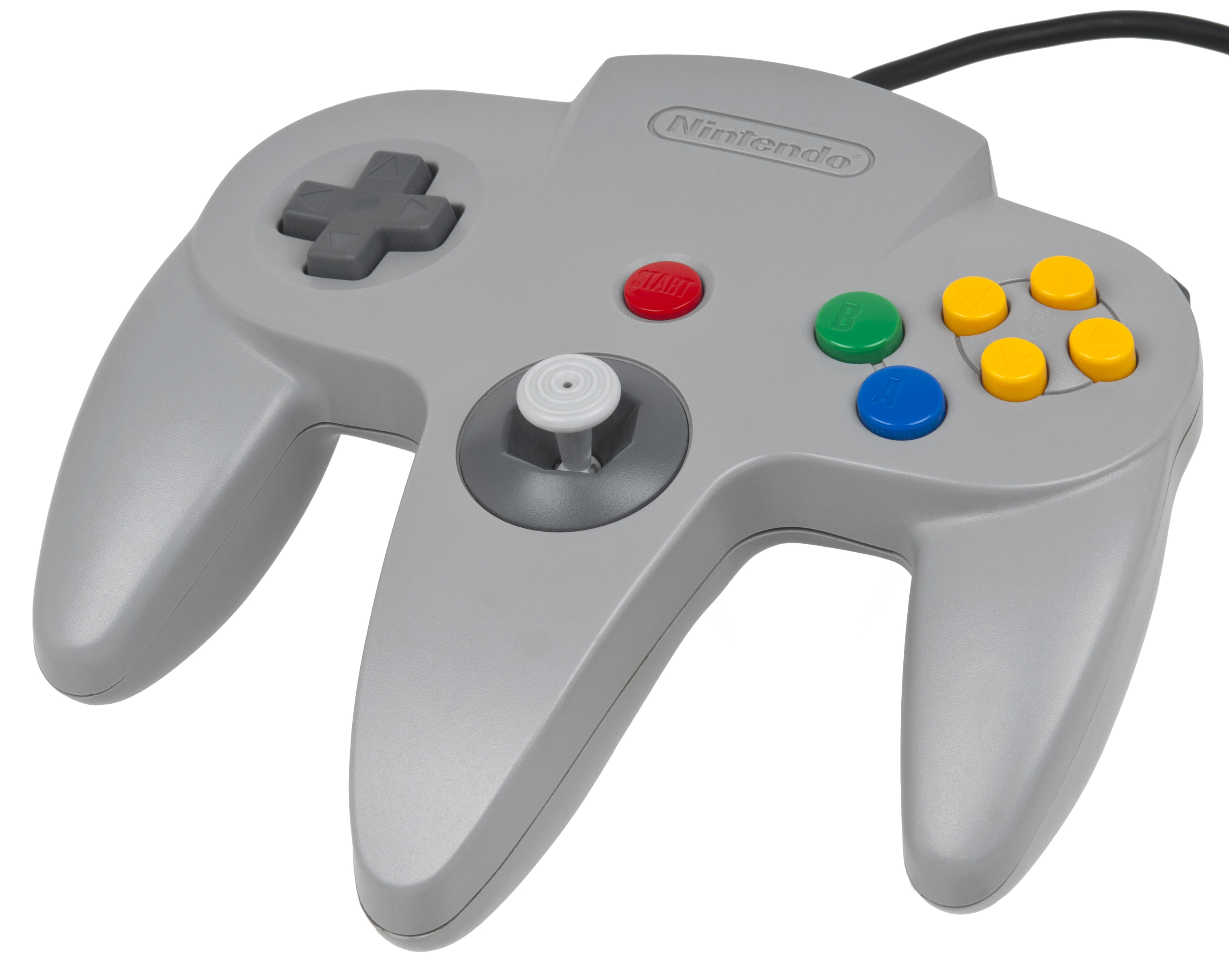
Um controle cinza de Nintendo 64

O controle do Nintendo 64 conta com dez botões, uma alavanca analógica e um conjunto de botões direcionais. O controle tem a forma de uma letra "M", e foi criado para ser segurado de três formas diferentes. Na primeira, ele pode ser segurado pelas alças exteriores, permitindo o uso do d-pad, dos botões na direita do controle e dos botões superiores "L" e "R" (mas não o gatilho "Z" ou a alavanca analógica). Ele também pode ser segurado pelas alças central e direita, permitindo o uso da alavanca, dos botões da direita, do botão superior "R" e do gatilho "Z" na parte traseira (mas não o botão superior "L" ou o d-pad). Por fim, o controle pode ser segurado pelas alças central e da esquerda, permitindo uma combinação do d-pad, botão superior "L", alavanca analógica e gatilho "Z" (mas não o botão superior "R" ou os botões à direita).
O design é versátil, mas também foi controverso porque um jogador nunca consegue acessar todos os botões ao mesmo tempo. Para isso, ele teria que mudar a posição com a que segura o controle. O controle também inclui quatro botões "C" no topo da parte direita, que eram originalmente incluídos para controlar a câmera dos ambientes tridimensionais em jogos do Nintendo 64. Entretanto, já que o controle só inclui três outros botões, os botões "C" foram frequentemente atribuídos outras funções.

## GameCube
O controle do GameCube foi lançado junto com o console, em 2001. O controle padrão tem um formato curvado de bumerangue e conta com um total de seis botões digitais, duas alavancas analógicas, um d-pad dois híbridos gatilhos analógicos/botões digitais.

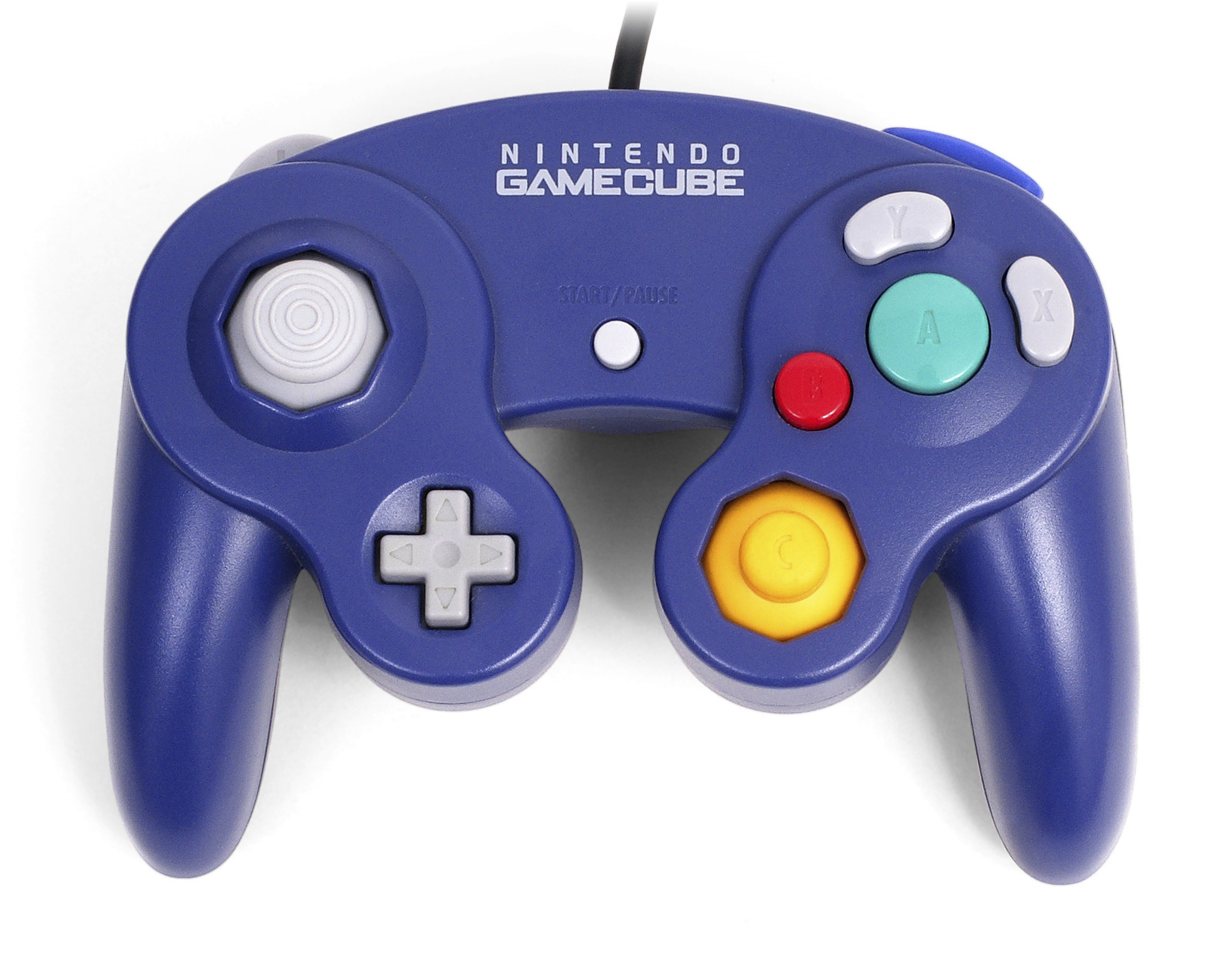
Um controle anil de GameCube

A alavanca analógica principal está na esquerda, com o d-pad embaixo dela. Os quatro botões principais estão na direita do controle. Eles incluem um grande botão verde "A", um botão vermelho menor "B" a sua esquerda inferior e os botões em forma de feijão "X" e "Y" à direita e acima do botão "A", respectivamente. Também há uma alavanca amarela "C" abaixo dos botões principais. Um botão Start/Pulse está localizado no centro do controle. Na parte superior, há dois gatilhos analógicos marcados "L" e "R", bem como um botão "Z" acima do gatilho "R". O controle padrão do GameCube fornece resposta háptica por meio de um motor de vibração embutido, ao contrário do controle de Nintendo 64, que precisava de um Rumble Pak externo.

## Wii

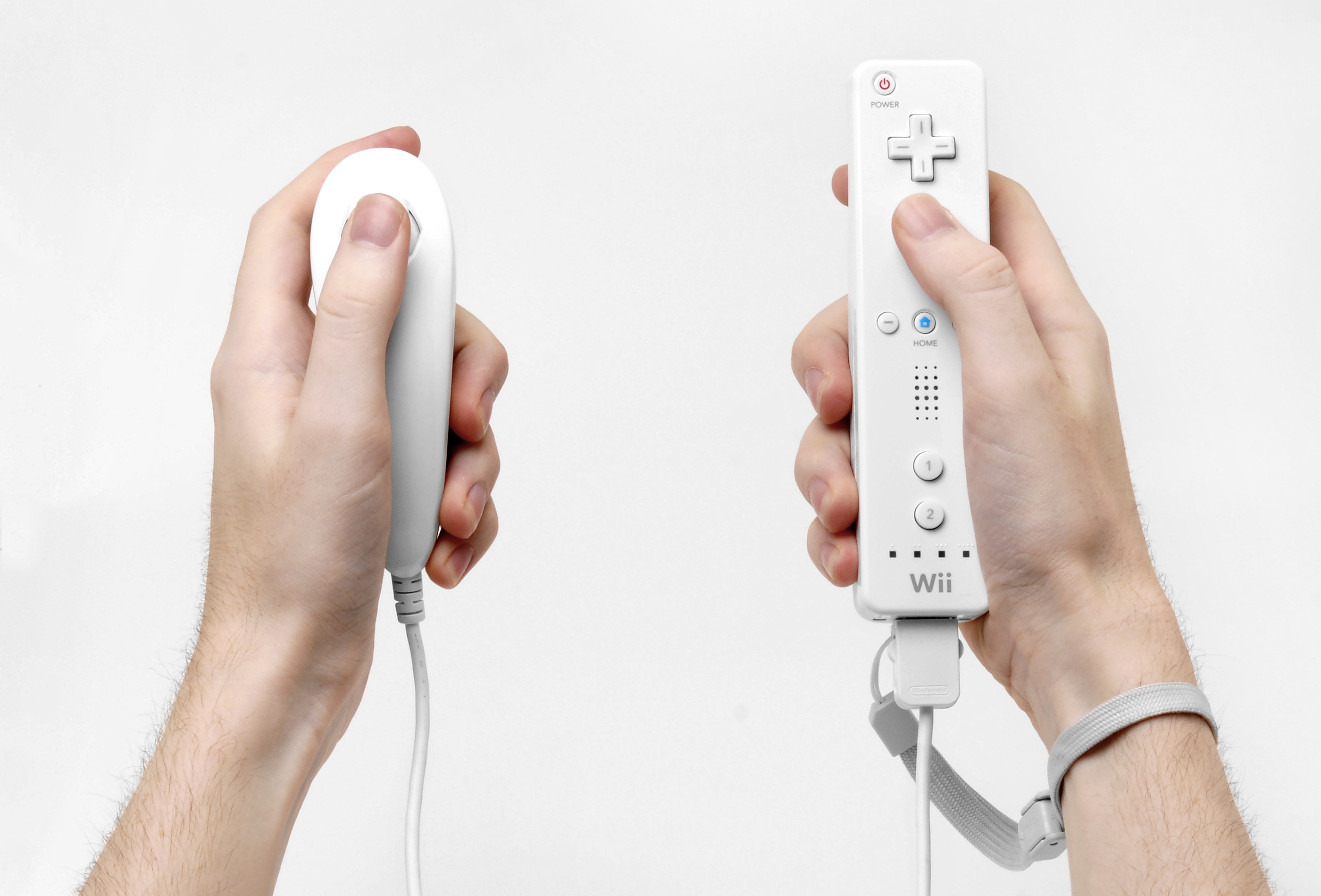
Um Wii Remote conectado a um Nunchuck em utilização

O Wii Remote, controle do Wii, descarta os controles tradicionais de consoles anteriores em favor de um design de uma mão baseado em controle remoto. Isso foi feito para tornar a sensitividade de movimentos mais intuitiva, já que o design de um controle remoto é mais otimizado para apontar. Outro objetivo com esse design foi fazer o Wii apelar a uma audiência maior, e não apenas de gamers. O corpo do Wii Remote mede 16 cm de comprimento, 3,62 cm de largura e 3,08 cm de grossura. O controle se comunica sem fios com o console via Bluetooth de curta distância, com o qual é possível operar até quatro controles a uma distância de até 10 metros do console. Entretanto, para utilizar a funcionalidade de ponteiro, o Wii Remote deve ser utilizado a até cinco metros de distância da barra sensora. O design simétrico do controle permite que ele seja utilizado em qualquer uma das mãos. O Wii Remote também pode ser virado horizontalmente e utilizado como um controle de Nintendo Entertainment System ou como um volante.
O Wii Remote tem um grande botão "A" na frente, e um botão curvado "B" atrás, semelhante a um gatilho. Abaixo do botão "A" há um "+" e um "-", e na parte de baixo do controle há botões "1" e "2". No meio do Wii Remote, entre os botões "+" e "-", há um pequeno botão "home", com um desenho semelhante a uma casa. Também há LEDs azuis indicando o número do jogador, utilizando pequenos pontos elevados ao invés de algarismos arábicos, com "1" sendo "•", "2" sendo "••", "3" sendo "•••" e "4" sendo "••••". As LEDs azuis também mostram quanta bateria restante há no Wii Remote. Ao pressionar qualquer botão, exceto o botão de ligar, enquanto o controle não estiver sendo utilizado para jogar, um certo número das quatro LEDs azuis acenderá, mostrando a bateria restante: quatro das LEDs piscam quanto está com a bateria cheia, três quando estiver com 75%, dois quando estiver com 50% e uma quando estiver com 25% ou menos.

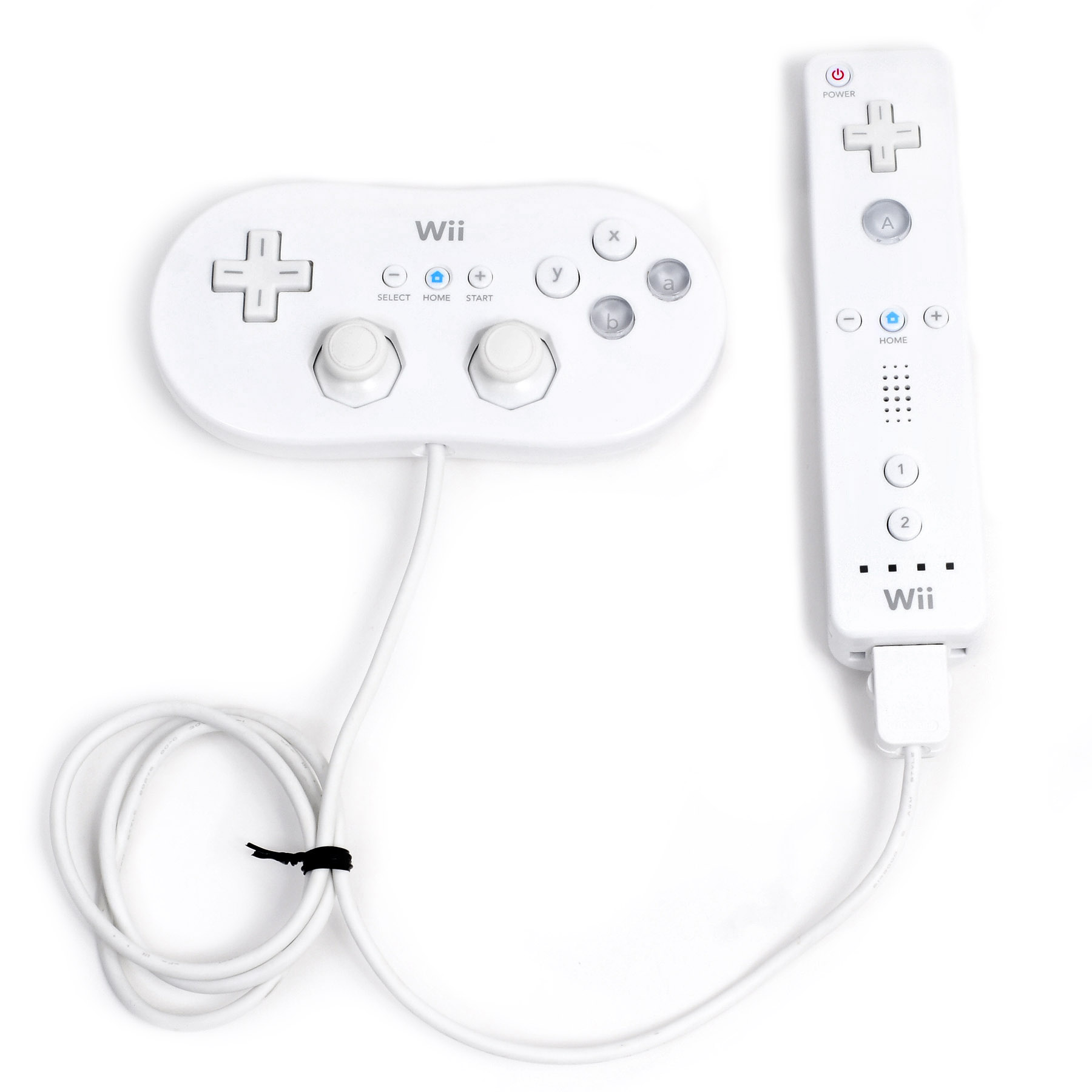
Um Classic Controller conectado à porta de expansão do Wii Remote

O Wii Remote também conta com uma porta de expansão na parte de baixo, que permite que vários acessórios funcionais sejam adicionados. O acessório mais popular é o Wii Nunchuk. Ele se conecta ao Wii Remote por um fio de aproximadamente 1 metro de comprimento. Ele inclui uma alavanca analógica similar à encontrada no controle de GameCube e dois gatilhos (o circular "C" e o retangular "Z") e funciona junto com o controle principal em muitos jogos. Essa porta também foi utilizada para conectar o Wii Remote ao Wii MotionPlus, acessório lançado em 2009 para aprimorar o sensor de movimento do controle.
Simultaneamente com o Wii Remote, foi lançado o Classic Controller, que simula um esquema de controles clássico quando conectado à porta de expansão do Wii Remote. Ele possui um formado retangular arredondado e um layout similar ao do controle de Super Nintendo Entertainment System, com com duas alavancas analógicas adicionadas abaixo dos botões direcionais e dos botões digitais, bem como dois botões superiores adicionados ("ZL" à esquerda e "ZR" à direita) atrás dos clássicos e os botões centrais readequados ao Wii. Em 2009, foi lançado o Classic Controller Pro, que possuía o mesmo layout do Classic Controller padrão, mas com duas alças adicionadas em cada lado para melhor ergonomia.

## Wii U

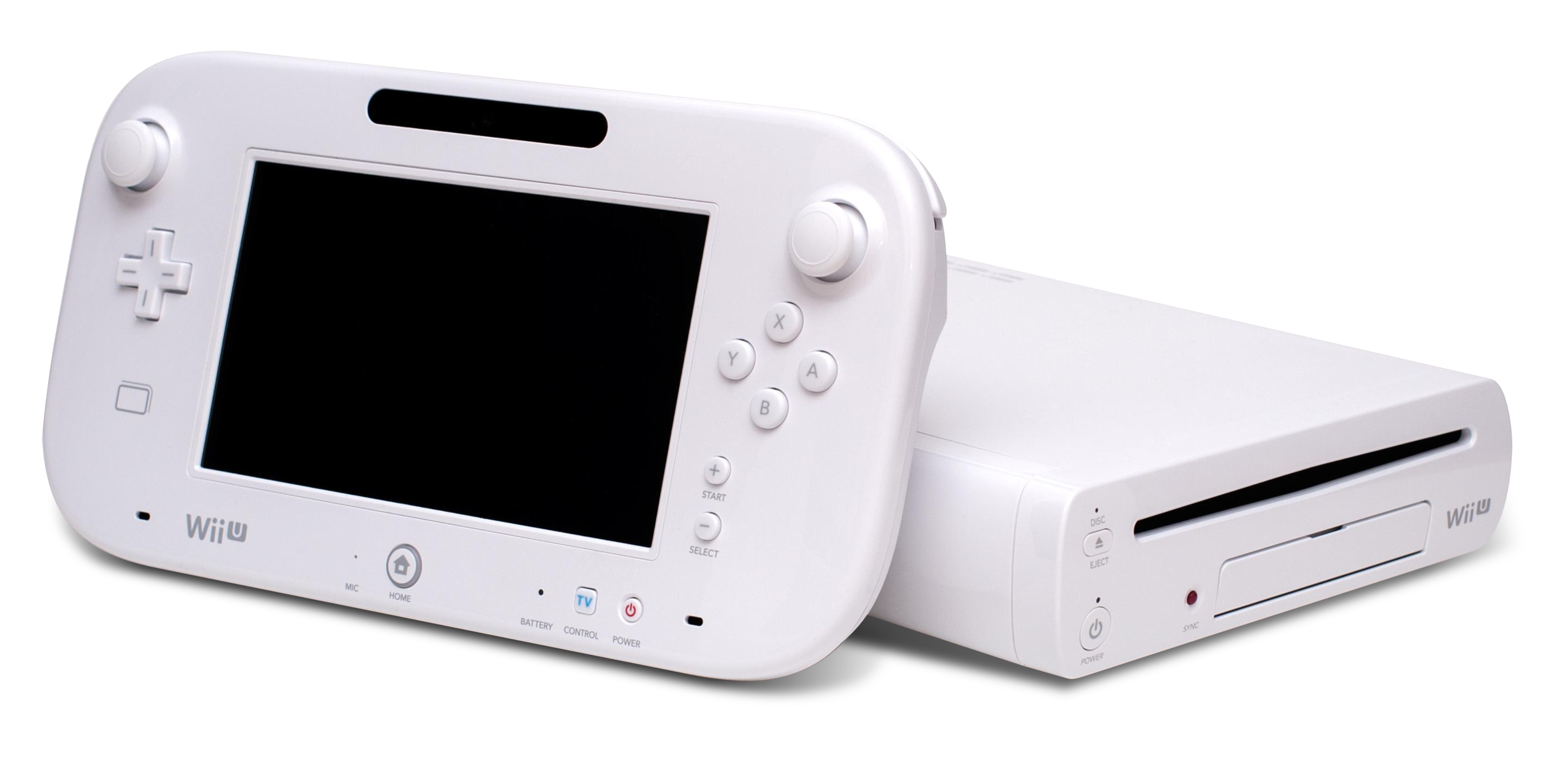
Um Wii U GamePad encostado em um Wii U

O Wii U GamePad é o controle padrão para o Wii U. Ele incorpora traços de tablets e também possui métodos tradicionais de controle, como botões, duas alavancas analógicas e botões direcionais. Ele também conta com uma tela sensível ao toque e controles de movimento. A tela pode ser usada para suplementar o jogo, fornecendo funcionalidades na segunda tela ou uma visão assimétrica de um cenário em um jogo. A tela também pode ser utilizada para jogar um jogo estritamente na tela do GamePad, sem o uso de uma televisão. Inversamente, funções não relacionadas a jogos também podem ser designadas a ela, como usá-la como um controle remoto de televisão.
Também foi lançado um Wii U Pro Controller, que permitia o uso de um controle clássico para o console. Disponível em preto e branco, ele possui um layout muito similar ao do Classic Controller Pro do Wii, mas invertendo verticalmente a localização dos botões e das alavancas analógicas.

## Nintendo Switch

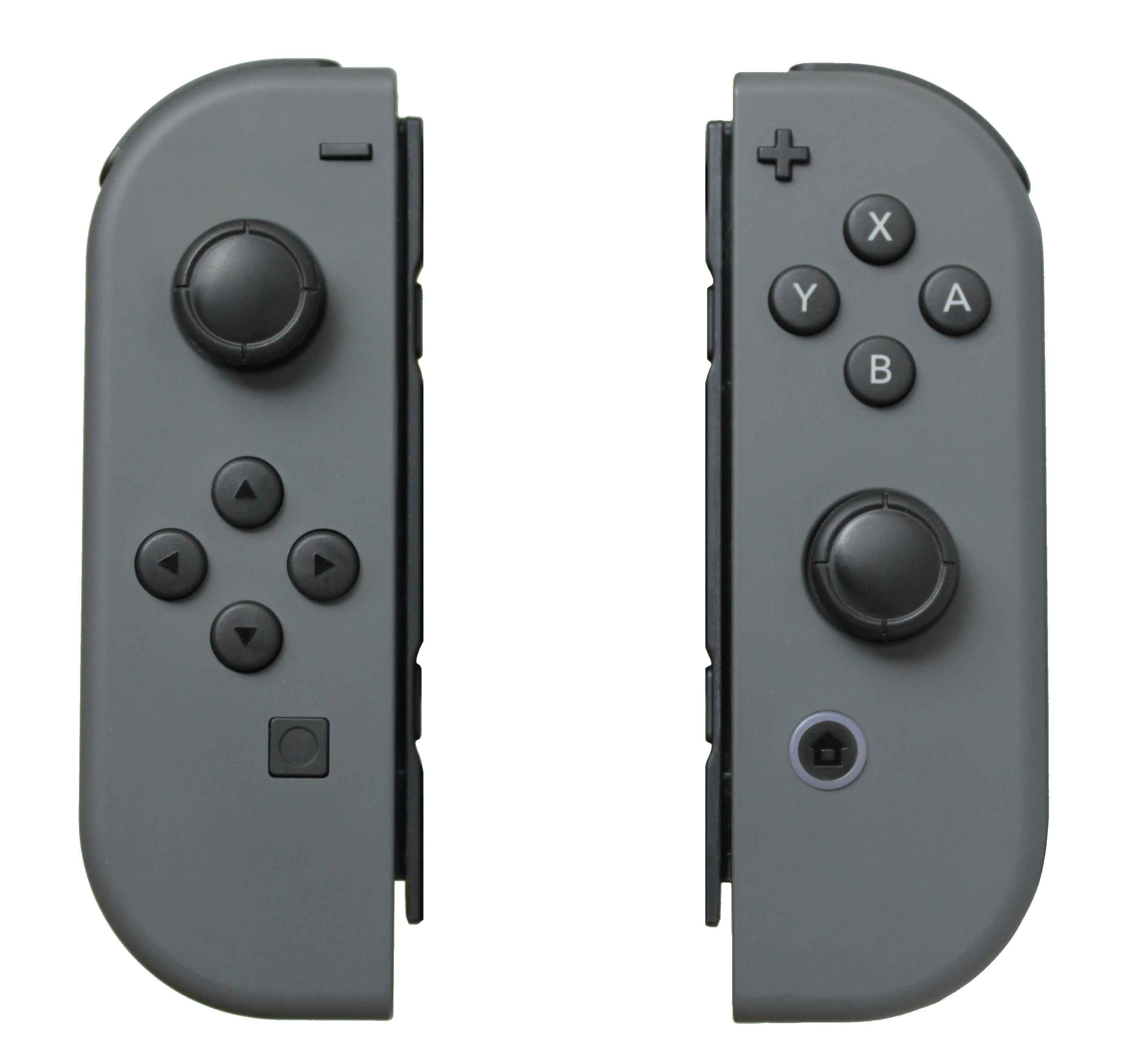
Joy-Con desencaixados

Os Joy-Con são os controles padrão do Nintendo Switch. Eles consistem de duas unidades individuais, cada uma contendo uma alavanca analógica e uma série de botões. Eles podem ser utilizados encaixados à unidade principal do console, transformando-o em um console portátil, ou desencaixados e utilizados sem fios. Quando desencaixados, um par de Joy-Con pode ser utilizado por um único jogador, ou dividido entre dois como controles individuais. Quando os Joy-Con estão removidos do console, dois botões superiores, "SL" e "SR", são revelados do lado de dentro do encaixe. Notavelmente, há alguma controvérsia relacionada à qualidade das alavancas utilizadas no Joy-Con. Especificamente, depois de uso extensivo, os Joy-Con tendem a deixar de registrar certos cliques direcionais ou registrar movimentos direcionais quando não há nenhum. Esse problema é coloquialmente chamado de Joy-Con drift. Os controles individuais podem ser encaixados a correias, para evitar acidentes em jogos com controle de movimento, ou a um suporte de plástico, que simula o formato de um controle clássico.
Simultaneamente com o console, também foi lançado o Nintendo Switch Pro Controller, sucessor do Wii U Pro Controller. Ele possui superficialmente o mesmo formato de seu antecessor, com aprimoramentos ergonômicos. As alavancas analógicas também são dispostas de forma assimétrica, como nos Joy-Con e similar às alavancas do controle de GameCube. Quanto ao design, o modelo padrão oferece um visual ligeiramente translúcido e linhas de junção nas alças. Também há o controle Poké Ball Plus, lançado em simultâneo com os jogos Pokémon: Let's Go, Pikachu! e Let's Go, Eevee!, um controle esférico que conta apenas com uma alavanca que também funciona como botão digital. Por fim, um controle de GameCube para o Nintendo Switch foi lançado para ser utilizado com Super Smash Bros. Ultimate e Super Mario 3D All-Stars.